# 国鉄タキ7100形貨車 (初代)
国鉄タキ7100形貨車（こくてつタキ7100がたかしゃ）は、かつて日本国有鉄道（国鉄）に在籍した私有貨車（タンク車）である。
本形式より改造され別形式となったタラ700形についても本項目で解説する。

## タキ7100形
1958年（昭和33年）10月3日に大鉄車両にてタキ300形より2両（タキ1303、タキ1304）の専用種別変更（濃硫酸→カセイソーダ液）が行われ形式は新形式であるタキ7100形とされた。タキ7100形は初代、2代、3代と3回使用された形式名であるが本項目では初代について解説する。
種車は1951年（昭和26年）10月1日に汽車製造にて製作され、改造時点で車齢7年であった。改造に際して積載荷重は5t 減トンされ25t 積となった。
本形式の他にカセイソーダ液を専用種別とする形式にはタキ2600形（522両）、タキ2800形（332両）等実に29形式が存在した。
所有者は種車時代より錦商事1社のみでありその常備駅は常磐線の勿来駅であった。
車体色は黒、寸法関係は全長は9,800mm、全幅は2,070mm、全高は3,554mm、台車中心間距離は5,700mm、実容積は17.0m3、自重は15.2t、台車はベッテンドルフ式のTR41Cである。
本形式落成より約3年後の1961年（昭和36年）7月3日に2両とも再度専用種別変更（カセイソーダ液→晒（サラシ）液）が行われ、形式は新形式であるタラ700形とされ同時に本形式は形式消滅となった。

## タラ700形
1961年（昭和36年）7月3日にタキ7100形から専用種別変更（カセイソーダ液→晒（サラシ）液）が協三工業にて行われ、形式は新形式であるタラ700形とされた。つまり本車はタキ300形→タキ7100形→タラ700形と2回形式名が変更された車であり、積載荷重は更に6t 減トンされ19t 積となった。形式変更の度に減トンされたことになる。
普通鋼（一般構造用圧延鋼材）製のタンク体に保冷のための断熱材を巻きキセ（外板）を装備した。
所有者は種車時代より錦商事1社のみでありその常備駅は常磐線の勿来駅であった。
1970年（昭和45年）10月21日に2両とも廃車となり同時に形式消滅となった。